# Cuando tú me quieras
Cuando tú me quieras es el sexto álbum de estudio del cantante mexicano José José. Fue lanzado al mercado bajo el sello discográfico RCA Víctor en 1972. Para este álbum, trabaja por primera vez con el reconocido compositor y productor musical mexicano Eduardo Magallanes. Destacan canciones como “Cuando tú me quieras," Sabrás que te quiero”, "Que tengas suerte", y "por este amor que siento en mi". Cabe destacar que el tema Todo es amor fue grabado en el año 72 y fue incluido en un disco a finales de ese mismo año. Este último fue el tema principal de la telenovela mexicana de la cadena Televisa Mi primer amor (1973). bajo la producción de Antulio Jiménez Pons. Fue protagonista por Raúl Ramírez y Sonia Furió.

## Lista de canciones[1]
| Cuando tú me quieras |                                  |                                                                 |          |  |
| N.º                  | Título                           | Escritor(es)                                                    | Duración |  |
| 1.                   | «Cuando tú me quieras»           | Raúl Shaw Moreno · Mario Barrios                                | 2:59     |  |
| 2.                   | «Tonto»                          | Armando Manzanero                                               | 3:20     |  |
| 3.                   | «Por este amor que siento en mí» | Juan Marcelo                                                    | 2:56     |  |
| 4.                   | «Volverás, volverás»             | Guillermo Thorndike · Luis González                             | 2:53     |  |
| 5.                   | «Que tengas suerte»              | Arturo Castro                                                   | 3:43     |  |
| 6.                   | «Si estás enamorada... Aleluya!» | Alberto Cortez                                                  | 3:11     |  |
| 7.                   | «Sabrás que te quiero»           | Teddy Fregoso                                                   | 3:25     |  |
| 8.                   | «Pobre de mí... Si tú te vas»    | Gabino Correa · Armando Patrono                                 | 2:50     |  |
| 9.                   | «Todo es amor»                   | M. Salamanca · Sergio Esquivel                                  | 2:30     |  |
| 10.                  | «Es mejor soñar»                 | Tessandori · Cassia · Aloiso Adapt: al español: C. García Lecha | 3:35     |  |

## Créditos y personal[1][2]
- José José - Voz
- Mario Patrón - Arreglos y dirección en pistas 2, 4 y 6.
- Ángel "Pocho" Gatti - Arreglos y dirección en pistas 3 y 8.
- Arturo Castro - Arreglos y dirección en pista 5.
- Enrique Neri - Arreglos y dirección en pista 10.
- Eduardo Magallanes - Arreglos y dirección en pistas 1, 7, 9 y producción.